# فلاديكا تشورتشيتش
فلاديكا تشورتشيتش هو لاعب كرة قدم صربي في مركز الوسط، ولد في 18 يوليو 1978 في Ivanjica ‏ في صربيا. لعب مع ألانيا ونادي آكتوبه ونادي شاختار قراغندي ونادي فوستوك ونادي كايرات.